# Incidente de Fachoda
El Incidente de Fachoda o Crisis de Fachoda es el nombre con el que se conocen los episodios que tuvieron lugar en 1898 cuando Francia y Reino Unido deciden construir sendas líneas de comunicaciones destinadas a conectar sus respectivas colonias africanas de manera continua. El objetivo inglés era una unión norte-sur y el francés era oeste-este. El Reino Unido estaba desarrollando el proyecto de Cecil Rhodes, la Carretera Panafricana, y buscaba construir una línea continua de posesiones coloniales británicas desde Egipto hasta Sudáfrica, o "De El Cabo hasta El Cairo" (From Cape to Cairo) como se comentaba en los círculos británicos más expansionistas. Gran Bretaña había convertido a Egipto en un protectorado de facto desde 1881 y aspiraba a disfrutar de los mismos derechos de soberanía que el gobierno egipcio poseía sobre Sudán, aunque era débil la autoridad efectiva ejercida por Egipto sobre esos territorios y esto obligaba a la presencia militar británica.
En la localidad de Kodok, en el actual Sudán del Sur, ocurrió el encuentro de dos expediciones militares, una francesa que llegaba de las orillas del océano Atlántico y otra británica que avanzaba desde Egipto siguiendo el curso del Nilo, que al encontrarse entraron en pugna sobre los derechos de sus respectivas naciones sobre la cuenca del Nilo. Este pleito, aunque no llegó al enfrentamiento armado, movilizó a la opinión pública de Francia y Gran Bretaña en la defensa de los intereses imperialistas de ambos países.
En marzo del año siguiente se firmó en Londres un Convenio Franco-Británico que estableció los límites de las respectivas zonas de influencia en el África Central.

## Contexto

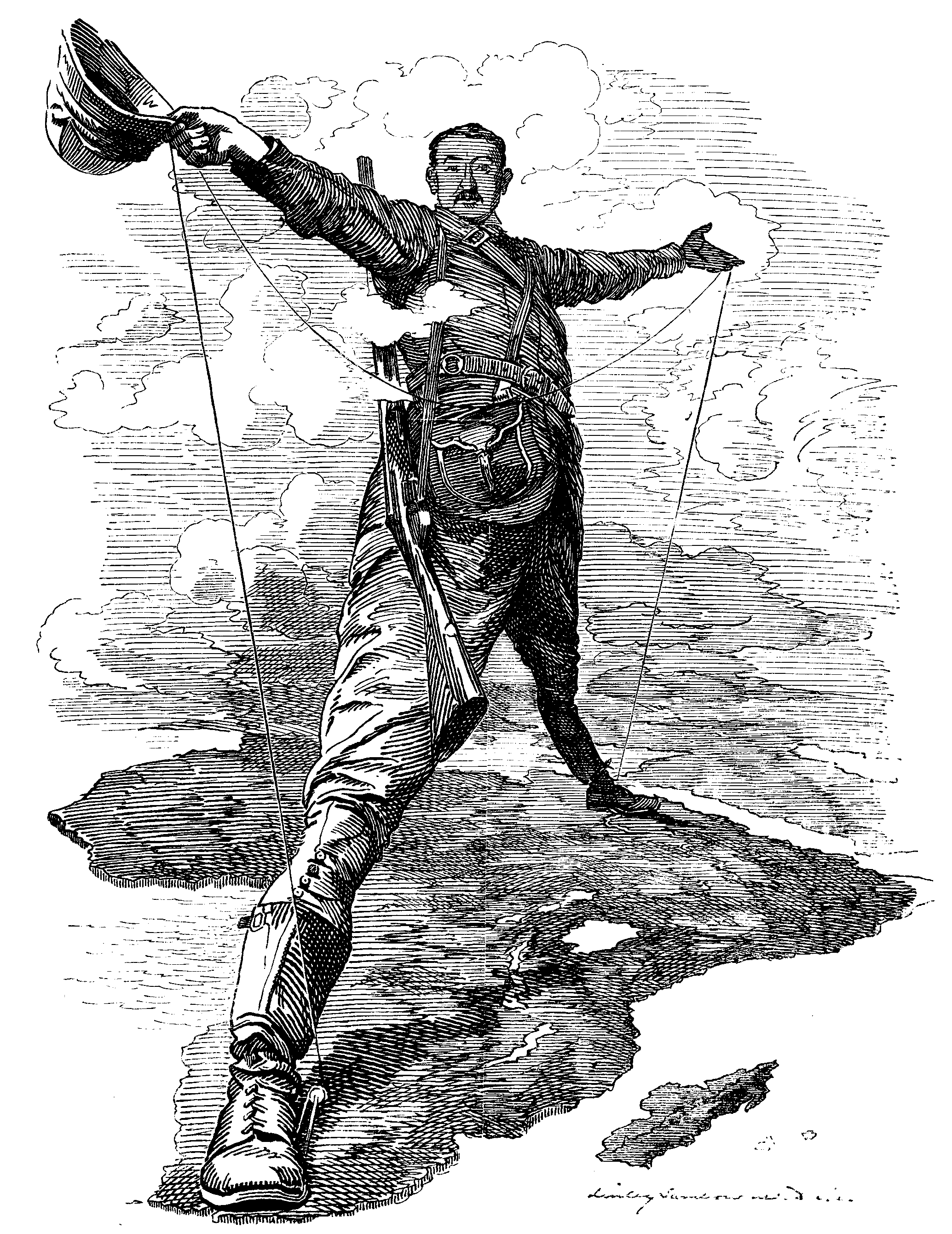
Caricatura del proyecto del ferrocarril de El Cairo a Ciudad del Cabo de Cecil Rhodes en 1892. Fundador de la Compañía Minera De Beers, una de las primeras compañías de diamantes, Rhodes era además el dueño de la Compañía Británica de Sudáfrica, que forjó a Rodesia por sí sola. El quería "pintar el mapa de rojo (británico)", y declaró: "todas estas estrellas... estos vastos mundos que se mantienen fuera del alcance. Si pudiera, anexaría otros planetas".

### Guerra mahdista
La Guerra mahdista (1881-1899) fue una guerra colonial británica que tuvo lugar a fines del siglo XIX, que inicialmente enfrentó a los seguidores del líder religioso sudanés Muhammad Ahmad bin Abd Allah, que se había autoproclamado el Mahdi ("Guía") del Islam, y a las fuerzas del Jedivato de Egipto, a las que más tarde se unieron las fuerzas británicas. Los dieciocho años de guerra dieron origen al Sudán anglo-egipcio (1899-1956), un condominio del Imperio británico y el Reino de Egipto.

### La misión Congo-Nilo
Francia ansiaba conectar sus colonias por una línea terrestre continua a lo largo de África del Norte, cruzando el desierto del Sáhara y uniendo el puerto de Yibuti (posesión de Francia a orillas del océano Índico) con los puertos de Brazzaville y Duala, posesiones francesas a orillas del océano Atlántico. No obstante, el gobierno francés comprendía que tras los acuerdos de la conferencia de Berlín de 1884 era preciso asegurar primero una ocupación militar de los territorios a reclamar, y así imponer "derechos" en una región de África antes que otras potencias europeas.

## Desarrollo

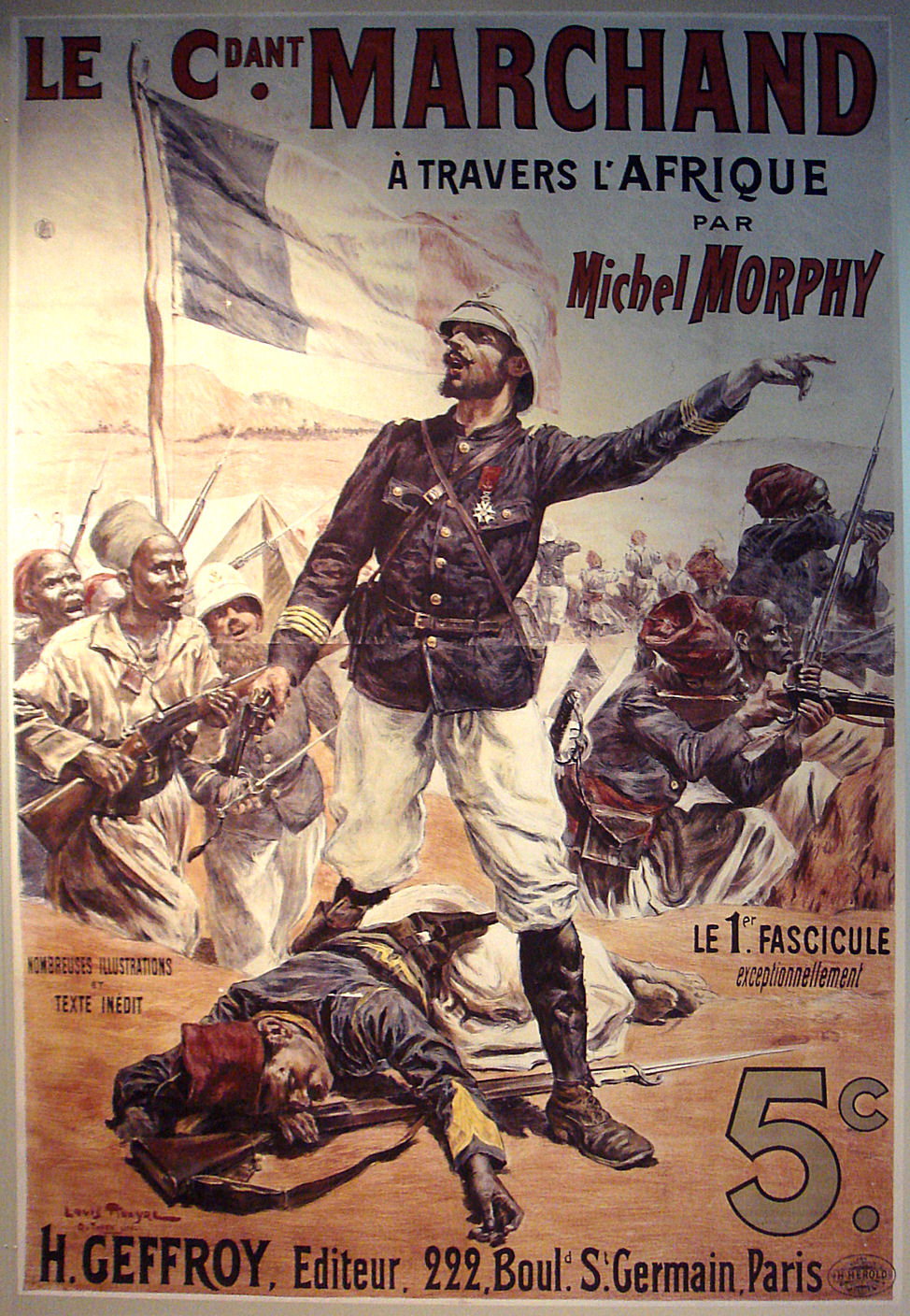
Ilustración contemporánea de la caminata de Marchand por África.

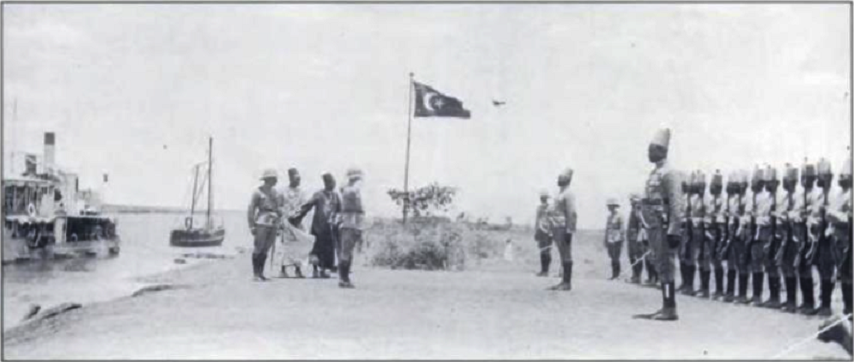
Llegada de las tropas anglo-egipcias a Fachoda (1898).

La ciudad de Fachoda, a orillas del Nilo en el actual Sudán del Sur, situada en la intersección de dos líneas de expansión imperialista, se convierte así en el escenario de la confrontación francobritánica.
Una tropa francesa de 150 tirailleurs o fusileros africanos, con una docena de oficiales europeos, partió de Brazzaville, en la cuenca del río Congo en mayo de 1897 al mando del mayor Jean-Baptiste Marchand con orden de establecerse en el área de Fachoda y declararlo protectorado de Francia. Una vez allí, los oficiales franceses deberían esperar a dos expediciones militares bajo mando francés, que serían enviadas como refuerzo desde Yibuti, cruzando Etiopía.
Tras 14 meses de marcha cruzando selvas, ciénagas, y desiertos, en el mismo centro de África, la expedición de Marchand llegó a Fachoda, a orillas del Nilo, el 10 de julio de 1898, pero no hallaron a la expedición francesa que había partido desde Yibuti. Dicha columna, la "Expedición Bonchamps", no llegó a su destino pues los clanes de Etiopía se negaron a dejarlos cruzar su territorio. Ignorando esa situación, Marchand y sus hombres establecieron un pequeño campamento en Fachoda a la espera de una expedición que nunca llegaría.
El 18 de septiembre de 1898 Marchand y sus hombres avistaron una flotilla bien armada de cañoneros británicos que llegaban también a Fachoda, liderados por el comandante Horatio Kitchener. Un ejército conjunto de británicos y egipcios acababan de derrotar las tropas del líder sudanés Muhammad Ahmad (el Mahdi) en la Batalla de Omdurmán y por tanto los británicos se habían dedicado en esos meses a reasegurar su dominio sobre Sudán, lo cual comunicó Kitchener a los oficiales franceses, solicitando cortésmente que la expedición de Marchand se retirara. Ambos bandos se atrincheraron en sus posiciones y construyeron sendos campamentos, pues ninguno aceptaba abandonar el terreno; pese a ello Marchand y Kitchener mantuvieron la calma y cordialidad en todo momento, evitando toda violencia entre sus fuerzas, insistiendo ambos serenamente en el "derecho" de sus respectivos países sobre Fachoda.
Cuando llegaron a Europa, mediante el telégrafo de Egipto, las noticias de esta reunión de tropas europeas antagónicas en un punto remoto de África, aun cuando no se hubiera disparado una sola bala, la opinión popular de Francia y Gran Bretaña estallaron en mutuas acusaciones de expansionismo hostil, y en manifestaciones de patrioterismo exacerbado contra la potencia rival. La prensa de ambos países dio ánimos al imperialismo más apasionado. Esto generó un fuerte clima de tensión internacional durante todo el mes de octubre de 1898, además de poner en evaluación por ambos gobiernos la posibilidad de movilizarse para un conflicto armado.

### Resolución

Reparto colonial de África en vísperas de la Primera Guerra Mundial (1914).

La relación de fuerzas en el plano naval fue plenamente favorable al Reino Unido, que contaba con la marina de guerra mejor armada del mundo, mientras las  flotas de guerra francesas tenía una deficiente organización y una menor potencia en sus barcos. El ejército de tierra francés era entonces más numeroso y mejor armado que el británico, pero este factor era de mínima importancia en caso de librar una guerra tan lejos de Europa.
La superioridad naval británica fue considerada por los políticos franceses como un elemento disuasivo muy importante, lo cual generó que el gobierno francés ordenase a sus tropas la retirada el 3 de noviembre de 1898, dando fin al incidente. Los franceses se retiraron del conflicto debido a la superioridad naval de los británicos. Este hecho significó la derrota definitiva de las aspiraciones transafricanas de Francia.
Marchand y sus hombres emprendieron el camino de retorno en cuanto recibieron la orden respectiva desde París, llegando a Brazzaville a mediados de 1899. De inmediato Marchand recibió órdenes de dirigirse con sus oficiales a la Francia metropolitana, llegando a Tolón a fines de junio de 1899 y recibiendo un homenaje nacional en la festividad del 14 de julio del mismo año.

## Consecuencias
Las relaciones entre Francia y el Reino Unido mejoraron considerablemente en los años siguientes. Porque, si la verdadera prioridad de la política exterior de Francia en ese momento era recuperar Alsacia y Lorena, anexadas por el Imperio alemán en 1871, los franceses no podían permitirse alienar a su vecino inglés. Así, en abril de 1904, la firma de los acuerdos conocidos como Entente Cordiale convirtió a los dos países en aliados. Una alianza que entraría en juego durante la Primera Guerra Mundial (1914-1918) en la cual Francia e Inglaterra lucharían contra los alemanes.